# Jan Borghouts
Johannes Josephus Franciscus (Jan) Borghouts (Bergen op Zoom, 5 december 1910 — Rotterdam, 5 februari 1966) was een Nederlands ambtenaar, verzetsstrijder, officier, staatssecretaris en politicus.

## Opleiding en werk
Na een opleiding aan de HBS, de opleiding tot reserveofficier en een ambtelijke loopbaan bij de Sociale Dienst van de gemeente Bergen op Zoom werd Borghouts in 1939 gemobiliseerd.
 Als eerste Luitenant der Reserve verdedigde Borghouts tijdens de meidagen van 1940 met zijn manschappen het Maas-Waalkanaal. Na een korte krijgsgevangenschap hervatte hij zijn werk als ambtenaar, nu in de gemeente Hillegersberg bij Rotterdam, en later weer in Bergen op Zoom.

## Verzetswerkzaamheden tijdens de Tweede Wereldoorlog
Op 5 juni 1943 dook Borghouts onder. Hij gebruikte de schuilnaam 'Peter Zuid' en werd ook wel 'Peter Borghouts' genoemd.
In september 1944 werd Borghouts gewestelijk sabotagecommandant van de Binnenlandse Strijdkrachten (BS).
Na de bevrijding van Zuid-Nederland in 1944 werd hij stafmedewerker van prins Bernhard en trad hij in opdracht van de prins op als commandant van het strijdend gedeelte van de BS. Daartoe werd hij in de nacht van 17 op 18 maart 1945 geparachuteerd op een terrein in Benthuizen. Borghouts sprak die nacht met een aantal leidinggevende mensen uit het Rotterdamse verzet en vertrok de volgende ochtend naar Vlaardingen.
Op 4 mei had Borghouts een gesprek met generaal Reichelt, chef-staf van generaal Blaskowitz, en 's avonds, na de capitulatie van de Duitse troepen in West-Europa, nogmaals. Blaskowitz wilde garanties dat hij en zijn troepen niet aan de Russen zouden worden uitgeleverd. Op zondag 6 mei was Borghouts betrokken bij een voorbespreking over de uitwerking van de capitulatie, waarna hij met generaal Blaskowitz meereed naar de Landbouwhogeschool in Wageningen, waar Blaskowitz de een dag eerder gevraagde inlichtingen aan de Canadese generaal Foulkes verstrekte.

## Na de oorlog

### Militair
Na de bevrijding ging Borghouts als majoor naar Nederlands-Indië waar hij het tot commandant Korps Speciale Troepen bracht. Op 24 augustus 1946 werd hij tot Ridder vierde klasse in de Militaire Willems-Orde benoemd. Ook na de soevereiniteitsoverdracht bleef Borghouts deel uitmaken van de krijgsmacht. Hij werkte bij de Koninklijke Luchtmacht onder meer als hoofd personeelszaken en werd in 1962 tot kolonel bevorderd. Borghouts was voorzitter van de in de jaren direct na de oorlog invloedrijke "Nationale Federatieve Raad van het Voormalige Verzet in Nederland".

### Politicus
Van 12 juli 1965 tot zijn overlijden op 5 februari 1966 was de KVP-politicus Borghouts staatssecretaris van Defensie (belast met aangelegenheden betreffende de Koninklijke Luchtmacht) in het kabinet Cals. Zijn ambtsperiode werd overschaduwd door een dodelijke ziekte.

## Personalia
Borghouts was gehuwd met Wilhelmina van Veen. Een van zijn zonen, Harry Borghouts, was commissaris van de koningin in Noord-Holland voor GroenLinks.

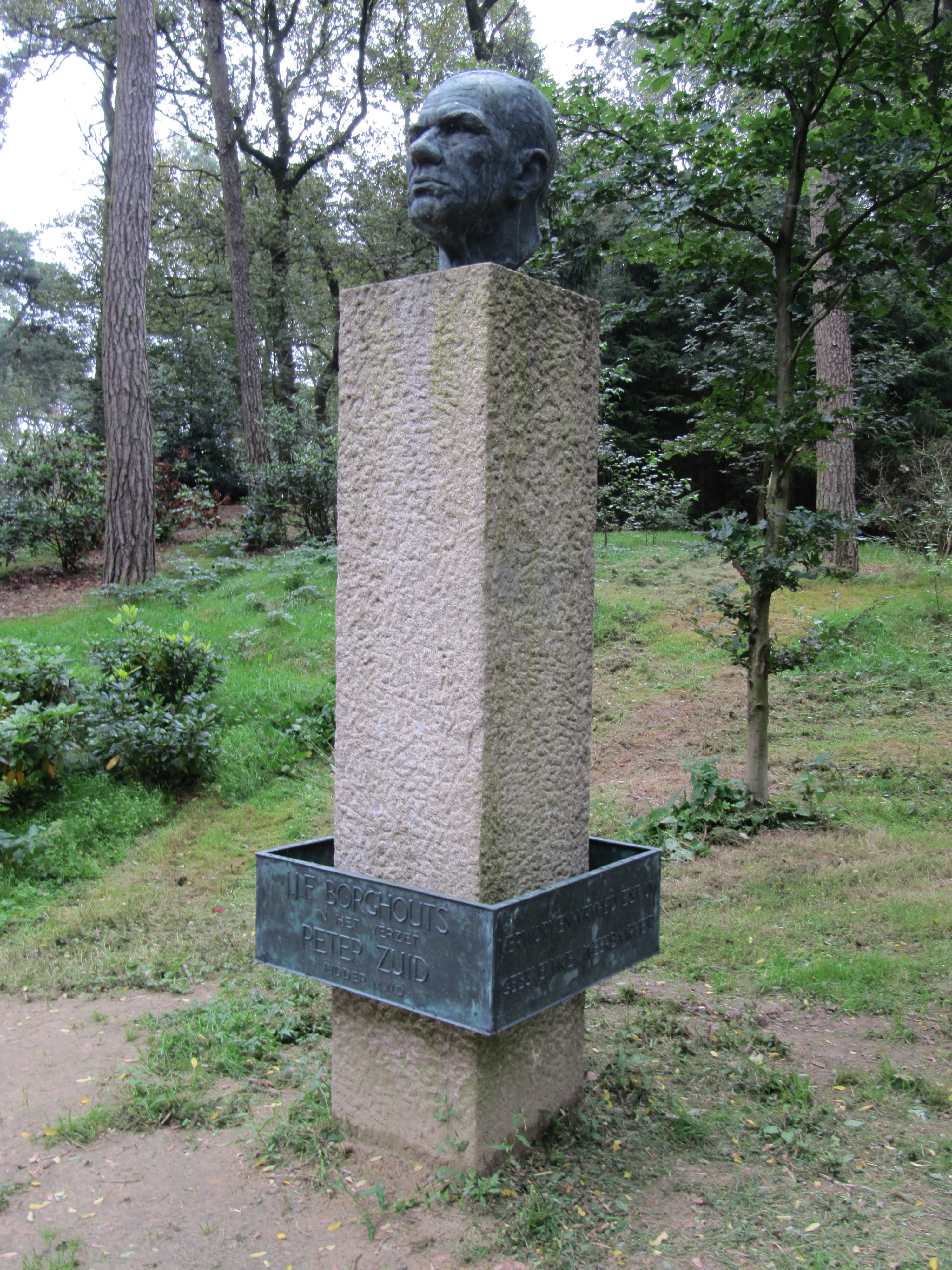
Monument voor Borghouts in Overloon

## Onderscheiden
- Op 30 juni 1946 reikte kolonel mr C H J F van Houten hem de Bronzen Leeuw uit. Later werd deze ingetrokken en werd hij Ridder Militaire Willems-Orde.
- Ridders der vierde klasse in de Militaire Willems-Orde (No. 5) op 24 augustus 1946 als knokploegleider voor verzetsdaden tussen 1940 en 1945[2][3].
- Officier in de Orde van Oranje-Nassau[3]
- Oorlogsherinneringskruis[3], met twee gespen
- Verzetsherdenkingskruis[3]
- Ereteken voor Orde en Vrede, met vier gespen
- Onderscheidingsteken voor Langdurige Dienst als officier[3] (1966)
- Legionnaire in het Legioen van Verdienste[3] (1945)[4]

## Trivia
- Een kamp van de Koninklijke Luchtmacht op Vliegbasis Eindhoven werd op 18 maart 1967 Peter Zuid-kamp genoemd.[5] Die dag werd tevens een borstbeeld onthuld ter nagedachtenis aan Borghouts' aandeel in het verzet. Het was gemaakt door beeldhouwer Piet Killaars. Toen het kamp werd gesloten werd het borstbeeld in 1978 verplaatst naar Oorlogsmuseum Overloon.[6] In 1989 werd een replica op het Borghoutspark te Eindhoven geplaatst.[5]
- De Koninklijke Luchtmacht had als eerbetoon een Fokker 60 naar Jan Borghouts vernoemd.[7]

- Biografisch Portaal: 38704549
- Parlement.com: vg09llh8wwxb